# Brzana (wieś)
Brzana – wieś w Polsce, położona w województwie małopolskim, w powiecie gorlickim, w gminie Bobowa.
| SIMC    | Nazwa     | Rodzaj    |
| ------- | --------- | --------- |
| 0417906 | Katanówki | część wsi |
| 0417875 | Piekło    | część wsi |
| 0417912 | Podlesie  | część wsi |
| 0417881 | Wymysłów  | część wsi |
| 0417929 | Zagórze   | część wsi |

## Historia
W XVII w. wieś należała do Wacława Przypkowskiego – działacza ariańskiego.
W latach 1975–1998 sołectwo administracyjnie należało do województwa nowosądeckiego.
Do 1934 oraz w latach 1968–2005 były to dwie wsie: Brzana Dolna oraz Brzana Górna. W latach 1934–1968 i od 2006 jako jedna miejscowość Brzana.